# الانتخابات الرئاسية التركية 1943
جرت الانتخابات الرئاسية التركية لسنة 1943 بتاريخ 8 مارس 1943، اجتمعت الجمعية الوطنية الكبرى لاختيار رئيس الجمهورية، حيث لم يتقدم أي مرشح ضد الرئيس عصمت إينونو وعلى إثره تم بتزكية 435 عضوا انتخابه رئيسا للجمهورية للمرة الثانية.

## التصويت
| إنتخاب رئيس الجمهورية التركية 8 مارس 1943 | إنتخاب رئيس الجمهورية التركية 8 مارس 1943 | إنتخاب رئيس الجمهورية التركية 8 مارس 1943 | إنتخاب رئيس الجمهورية التركية 8 مارس 1943 | إنتخاب رئيس الجمهورية التركية 8 مارس 1943 |
| ----------------------------------------- | ----------------------------------------- | ----------------------------------------- | ----------------------------------------- | ----------------------------------------- |
| عدد أعضاء المجلس                          | عدد أعضاء المجلس                          | عدد أعضاء المجلس                          | عدد أعضاء المجلس                          | 455                                       |
| الحاضرون في التصويت                       | الحاضرون في التصويت                       | الحاضرون في التصويت                       | الحاضرون في التصويت                       | 435                                       |
| الغائبون عن التصويت                       | الغائبون عن التصويت                       | الغائبون عن التصويت                       | الغائبون عن التصويت                       | 20                                        |
| الأصوات الباطلة أو الإمتناع               | الأصوات الباطلة أو الإمتناع               | الأصوات الباطلة أو الإمتناع               | الأصوات الباطلة أو الإمتناع               | 0                                         |
| المترشح                                   | الإنتماء الحزبي                           | النتيجة                                   | النسبة                                    | نسبة المشاركة                             |
| عصمت إينونو                               | حزب الشعب الجمهوري                        | 435                                       | 100%                                      | 95,6%                                     |